# مشروع 6521
مشروع 6521 يُطلق عليها أحيانًا مجموعة 6521 هو اللقب الذي يُمنح لعملية وطنية بدأها الحزب الشيوعي الصيني في عام 2009 لضمان «الاستقرار الاجتماعي» من خلال قمع المعارضين المحتملين خلال الذكرى السنوية ذات الأهمية السياسية. تشير الأرقام الموجودة في اسم الحملة إلى الذكرى الستين لتأسيس جمهورية الصين الشعبية، والذكرى الخمسين لانتفاضة التبت عام 1959، والذكرى العشرين لاحتجاجات ميدان تيانانمين، والذكرى العاشرة لاضطهاد فالون غونغ.
بدأ مشروع 6521 كلجنة رفيعة المستوى من قبل الحزب الشيوعي الصيني، وترأسه شي جين بينغ الأمين العام الحالي للحزب الشيوعي الصيني.
في إطار الحملة، طُلب من جميع المقاطعات والبلديات إنشاء 6521 فرقة عمل مؤقتة تحت قيادة الحزب الشيوعي المحلي والأمن العام. كما طُلب من السلطات على مستوى البلدة والمقاطعة تنفيذ مشروع 6521، وتقديم تقارير عن التقدم المحرز إلى فرق العمل البلدية أو الإقليمية التي تعلوها.
بالتوازي مع مشروع 6521، تم إنشاء هيئة تنسيق رفيعة المستوى تحت إشراف تشو يونغ كانغ، أطلق عليها اسم «اللجنة المركزية للإدارة الشاملة للنظام الاجتماعي». حددت اللجنة سلسلة من التهديدات المحتملة للنظام الاجتماعي، وقررت تدابير لقمعها. تضمنت التهديدات المذكورة الانفصالية العرقية في التبت، والفالون غونغ، والاحتجاجات الناجمة عن البطالة، والاستيلاء على الأراضي، والمنتجات الملوثة والنزاعات العمالية، والجريمة، والتركيب غير المشروع لأجهزة استقبال الأقمار الصناعية والنشر غير القانوني. ووضعت اللجنة 33 إجراءً لضمان الاستقرار الاجتماعي. كما أعادت إحياء شبكة من المخبرين المتطوعين في المدارس والأحياء، وأنشأت نظامًا للمسؤولية المشتركة يحمل أرباب الأسر ووحدات العمل والحكومات المحلية المسؤولية في حالة الاحتجاجات أو غيرها من الأحداث المزعزعة للاستقرار.